# Royal Hobart Hospital

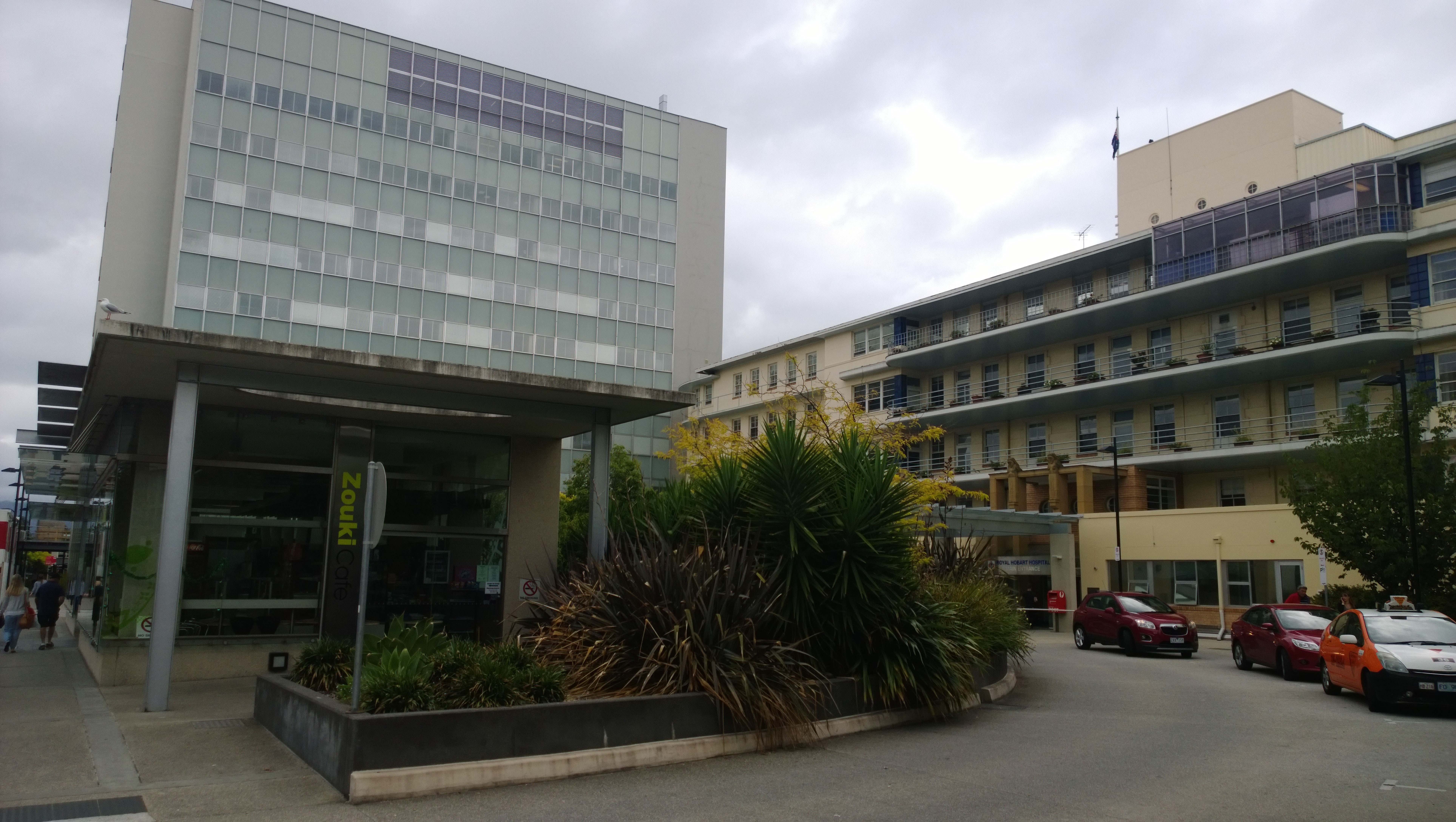
The Royal Hobart Hospital

Das Royal Hobart Hospital (RHH) ist das größte von drei größeren Krankenhäusern in Tasmanien (Australien) und das zweitälteste des Landes.
1804 wurde die Strafkolonie Sullivan’s Cove gegründet, zu dieser gehörte eine Krankenstation. Am gegenwärtigen Standort im Stadtteil Sullivans Cove befindet es sich seit dem Jahr 1820.
Aufgrund der Größe Tasmaniens bietet das RHH nicht alle medizinischen Leistungen an. So müssen die Bewohner der Insel z. B. für offene Herzoperationen oder komplizierte Transplantationen nach Melbourne oder Sydney reisen. Mit ca. 500 Betten ist das RHH das größte Krankenhaus Tasmaniens.
Bis 2017 wird das Krankenhaus im Auftrag des Ministeriums Health and Human Services für 365 Mio. Australische Dollar (246 Mio. Euro) von dem Bauunternehmen Leighton Holdings saniert.